# Komturia piska
Komturia piska, komturstwo piskie – jednostka organizacyjna i terytorialna w państwie krzyżackim, z siedzibą w Piszu. 
W komturstwie piskim (późniejszej starostwo piskie) wsie zakładano w ramach kolonizacji Wielkiej Puszczy. Wcześniej był to obszar Galindii, wyludniony na skutek wojen. Brak ciągłości osadniczej spowodował, że wsie lokowano najczęściej „na surowym korzeniu”, na prawie magdeburskim, i osadzano głównie osadników z Mazowsza. Dlatego nazwy wsi mają źródłosłów mazowiecki (polski). W dokumentach nazwy te zapisywane były w wersji niemieckiej, w mniej lub bardziej zniekształconej wersji. Dopiero akcja germanizacyjna z końca XIX i początków XX w. wprowadziła wiele zmian w nazwach, nadając im wtórnie niemieckie brzmienie i znaczenie. Po 1945 r. część wsi uległo zniszczeniu i całkowitemu zanikowi (np. Dłutowo). 
W pierwszym okresie kolonizacji w prokuratorii piskiej, do roku 1465 (pod koniec wojny trzynastoletniej) powstało łącznie 77 osad, w tym jedno miasto (Pisz), 69 wsi służebnych, 6 wsi czynszowych, jedna osada młyńska (Ruda). Okres intensywnej kolonizacji został zatrzymany przez wojnę trzynastoletnią. Na skutek buntu przeciw dowódcom wojsk zaciężnych (okolice Pisza, potem także Giżycka i Ełku) i poniesionej klęsce powstańców pod Rynem (wzięło udział około 600 wolnych z Pisza i prokuratorii piskiej), wielu wolnych utraciło swoje dobra. W niektórych wsiach służebnych nastąpiła zmiana właścicieli, niekiedy wiązało się to ze zmianą nazwy.
W pierwszym etapie osadnictwa w prokuratorii piskiej (XV w.) niejednokrotnie osadnicy samowolnie i bez przywilejów własnościowych (lokacyjnych) zajmowali grunty. Później dopiero nadawane były akty własnościowe i potwierdzenia przez Krzyżaków.
Większość nazw pochodzi od imion i nazwisk pierwszych osadników, wiele wsi powiela nazwy wsi z Mazowsza. W tym czasie powstawały dopiero nazwiska, a drobna szlachta i tak zwani wolni nazwiska brali od wsi, których byli właścicielami lub w których mieli grunty. W XV i XVI w. czasami nazwy wsi zmieniały się wraz ze zmiana właściciela lub wraz z podziałem i komasacją dóbr ziemskich.